# كاتدرائية ميلانو

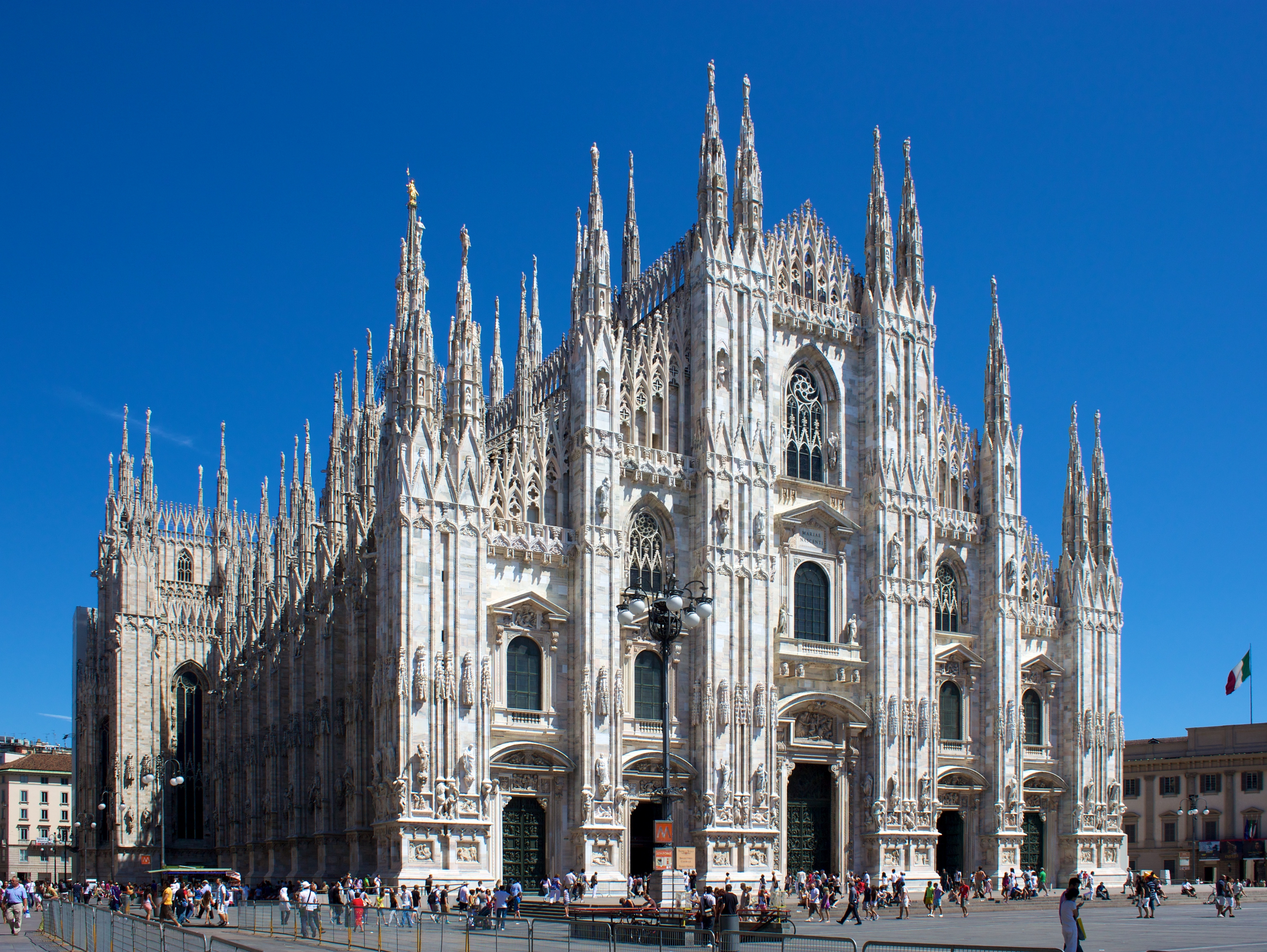
كاتدرائية ميلانو

كاتدرائية ميلانو (بالإيطالية: Duomo di Milano)‏ هي كنيسة كاتدرائية في ميلانو في لومبارديا في شمال إيطاليا. مخصصة لسانتا ماريا ناسينتي وهي مقر رئيس أساقفة ميلانو الحالي الكاردينال ديونيجي تيتامانزي.
تصميم الكنيسة مشابه إلى حد كبير كنيسة نوتردام مع بعض الاختلافات البسيطة، المسقط الأفقي مبني على النظام الشبكي وينتهي بخمسة حنيات في منطقة المذبح. نظام التغطية عبارة عن قبوات متقاطعة
كاتدرائية ميلانو. تعد كاتدرائية ميلانو في إيطاليا ثالث كنيسة في أوروبا ضخامة، بعد كاتدرائية سان بيتر في روما وكاتدرائية سان ميشيل بأسبانيا. أرسى قواعدها جيان فاسكونتي عام 1385م، واكتمل بناؤها بأمر من نابليون الأول بين عامي 1805م و 1813م.
وأصل كلمة دومو (Duomo) لاتيني (domus) ويعني المنزل ويقصد هنا منزل الله كما هو الحال لمعنى كلمة الكاتدرائية (Cathedral) والتي تحمل نفس المعنى (house of God) أو( domus Dei)
وتضم الكاتدرئية من الداخل الكثير من اللوحات لأشهر الرساميين العالمين كما تضم تماثيل وأعمال فنيه أكثر من رائعة وعلى حدود القاعة من اليمين تجد توابيت زجاجية وقد حفظ بداخلها جثمان بعض الاساقفة السابقين للكاتدرائية وفي الأمام تجد بيانو ضخم جدا وقد نقش بنقوش فنية تبهر كل من يراها.
Carlo Bazzi وGiuseppe Bertini قاما بالتعاون في إنشاء النوافذ الزجاجية الفنية التي تزين واجهات كاتدرائية ميلانو، بالإضافة إلى صناعة بعض النوافذ الزجاجية الداخلية. بفضل الضوء الذي يتسرب من خلال هذه الأعمال، تحصل كاتدرائية ميلانو على أجواء فريدة، حيث تتداخل الألوان والدرجات المختلفة لتخلق تجربة بصرية جذابة.

## أعلام
- جيوفاني كولومبو
- غالياتسو ماريا سفورزا
- فرديناند غونزاغا
- كارلو مارتيني
- فيليبو ماريا فيسكونتي